# Halisarca
Halisarca Johnston, 1842 è un genere di spugne, unico genere della famiglia Halisarcidae e dell'ordine Halisarcida.

## Tassonomia
Comprende le seguenti specie :
- Halisarca ascidiarum  Carter, 1886
- Halisarca australiensis  Carter, 1885
- Halisarca bassangustiarum  Carter, 1881
- Halisarca caerulea  Vacelet & Donadey, 1987
- Halisarca cerebrum  Bergquist & Kelly, 2004
- Halisarca dujardini  Johnston, 1842
- Halisarca ectofibrosa  Vacelet, Vasseur & Lévi, 1976
- Halisarca ferreus  Bergquist & Kelly, 2004
- Halisarca guttula  Schmidt, 1864
- Halisarca korotkovae  Ereskovsky, 2007
- Halisarca laxus  (Lendenfeld, 1889)
- Halisarca magellanica  Topsent, 1901
- Halisarca melana  de Laubenfels, 1954
- Halisarca metabola  de Laubenfels, 1954
- Halisarca nahantensis  Chen, 1976
- Halisarca pachyderma  Lévi, 1969
- Halisarca purpura  Little, 1963
- Halisarca rubitingens  Carter, 1881
- Halisarca sacra  de Laubenfels, 1930
- Halisarca tesselata  Carter, 1886